# Phaeochrous madagascariensis
Phaeochrous madagascariensis är en skalbaggsart som beskrevs av John Obadiah Westwood 1845. Phaeochrous madagascariensis ingår i släktet Phaeochrous och familjen Hybosoridae. Inga underarter finns listade i Catalogue of Life.